# Thaddeus Fairbanks
Thaddeus Fairbanks (Brimfield, Massachusetts, 17 de gener de 1787 - 12 d'abril de 1886) fou un mecànic, inventor i filantrop americà. Va ser l'inventor de la calefacció i cocció amb llenya, les arades de ferro fos, i altres articles. El seu major èxit fou la invenció i la producció de la balança de plataforma, la qual va permetre poder pesar objectes de grans dimensions amb precisió.

## Biografia
Thadeus va rebre formació a casa de la seva mare i en escoles públiques. Ben aviat es va convertir en un espavilat mecànic, ajudant al seu pare en una planta de construcció. En 1815 es va instal·lar a St. Johnsbury i el 1820 es va casar amb Lucy Peck Barker. El 1824, començà un negoci, amb el seu germà Erastus, relacionat amb la fabricació d'estufes i eines de conreu. Junts crearen "E. i T. Fairbanks & Company". Tots dos germans s'ocuparen de desenvolupar plataformes i escales per pesar el cànem, amb precisió, inexistents fins aleshores. Així, van patentar una màquina per recollir el cànem i el lli. Thaddeus es va convertir en el gerent de St. Johnsbury Hemp Company. Durant el transcurs de la seva vida, Thaddeus va emetre més de quaranta patents, la majoria d'ells relacionades amb les escales, però també incloien neveres, estufes, arades, radiadors, i escalfadors d'aigua d'alimentació. La darrera d'aquestes a l'edat de 91 anys. Durant la seva vida, a més de als negocis, es va dedicar, juntament amb la seva família a diverses activitats filantròpiques. Thaddeus Fairbanks va morir el 12 d'abril de 1886, i està enterrat a St. Johnsbury, Vermont, a la Mt. Pleasant Cemetery. Thaddeus i la seva família van deixar una empremta molt important a la ciutat de St. Johnsbury, la qual, encara actualment es pot veure, per exemple, en el nom de carrers i monuments. En reconeixement de les contribucions, Taddeus va ser nomenat cavaller per l'emperador d'Astria.